# بیل هانتر (بازیگر)
بیل هانتر (انگلیسی: Bill Hunter; زاده ۲۷ فوریهٔ ۱۹۴۰ – درگذشته ۲۱ مهٔ ۲۰۱۱) یک هنرپیشه اهل استرالیا بود. وی بین سال‌های ۱۹۵۷ تا ۲۰۱۱ میلادی فعالیت می‌کرد.
از فیلم‌هایی که وی در آن نقش داشته‌است، می‌توان به استرالیا، گالیپولی، جک کانگورو، موج گرما، خاور دور، تب، عروسی موریل، ضربه، مسابقه با خورشید، اسب‌بازی و مربع اشاره کرد.